# Diacyclops gauthieri
Diacyclops gauthieri – gatunek widłonoga z rodziny Cyclopidae. Nazwa naukowa gatunku została po raz pierwszy opublikowana w 1962 roku przez brytyjskiego zoologa Jamesa Greena. Miejsce typowe to rzeka Sokoto w Nigerii oraz jej odnoga Fesafari, w porze suchej stanowiąca odizolowany od głównego nurtu rzeki staw.